# Corynebacterium amycolatum
Espèce
Corynebacterium amycolatum est une espèce de bacilles à Gram positif, non sporulée, aérobique ou anaérobique facultative, apte à la fermentation avec l'acide propionique comme principal produit final de son métabolisme des glucides. L'un de ses semblables les plus connus est Corynebacterium diphtheriae, l'agent responsable de la diphtérie. C. amycolatum est un composant commun du microbiome cutané humain et des muqueuses, et en tant que tel, il est souvent ignoré par les médecins comme contaminant lorsqu'il est trouvé dans les cultures sanguines. Cependant, C. amycolatum est en réalité un pathogène opportuniste capable de provoquer des maladies humaines graves telles que l'endocardite et la septicémie.

## Identification
Décrite pour la première fois en 1988, C. amycolatum est l'une des diphtéroïdes les plus souvent isolées des échantillons cliniques. Cependant, il est souvent difficile de la différencier d'autres corynébactéries fermentatives telles que C. minutissimum et C. xerosis, qui sont toutes deux des pathogènes connus comme pouvant infecter les humains. Une méthode de différenciation est l'observation de la paroi cellulaire. Contrairement aux autres membres de ce genre, C. amycolatum est dépourvu d'acide mycolique, des acides gras longs habituellement présents dans la paroi cellulaire. C. amycolatum se distingue également par la morphologie de ses colonies ; l'espèce produit de manière caractéristique des colonies plates, gris blanchâtre, mates ou cireuses sur la gélose de sang de Schaedler. Sa sensibilité aux antibiotiques peut également aider à son identification : l'organisme est généralement résistant à plusieurs antibiotiques. Cependant, en raison de son statut relativement nouveau d'agent pathogène, aucun test de laboratoire standard ne permet encore d'identifier C. amycolatum.

## Maladie
Il a été démontré que C. amycolatum est à l'origine de pneumonies, de péritonites, d'empyèmes, d'endocardites infectieuses et de septicémies mortelles, dont la plupart sont des infections nosocomiales. En tant qu'agent pathogène opportuniste, la bactérie est pathogène chez les patients immunodéprimés, infectant principalement ceux qui présentent des anomalies cardiaques sous-jacentes ou des dispositifs intravasculaires. L'endocardite provoquée par C. amycolatum infecte généralement le côté gauche du cœur chez les hommes, bien que C. amycolatum ait montré une prédilection pour les femmes. Bien que les cas de maladie aient été peu nombreux, cette sous-déclaration pourrait être due à un mauvais diagnostic de C. amycolatum en tant que C. xerosis, qui est un pathogène humain connu,.

## Traitement
Pour les quelques cas recensés à ce jour, la vancomycine ou la daptomycine a été utilisée en association avec la rifampicine pour une durée allant de quatre semaines à six mois. Le remplacement de la valve a également été nécessaire dans certains cas d'endocardite infectieuse. Cependant, en raison de son statut pathogène récent, peu de traitements ont été testés et un schéma thérapeutique optimal reste à établir.

## Résistance aux antibiotiques
L'une des caractéristiques de C. amycolatum est sa résistance à une large gamme d'antibiotiques. Diverses souches testées ont montré une résistance aux antibiotiques bêta-lactamines, aux lincosamides, aux macrolides et aux quinolones. Les souches multirésistantes ont été principalement isolées de plaies de patients traités dans les services de chirurgie générale et de chirurgie vasculaire. Cependant, la bactérie s'est révélée particulièrement sensible aux antibiotiques glycopeptides et lipopeptides.

## Liste des non-classés
Selon NCBI (30 août 2021) :
- non-classé Corynebacterium amycolatum SK46